# Lila McCann
Lila Elaine McCann (Puyallup, 4 dicembre 1981) è una cantante statunitense.

## Biografia
Lila McCann è salita alla ribalta nel 1997, con la pubblicazione dell'album di debutto Lila, che ha raggiunto l'86ª posizione della Billboard 200 ed è stato certificato disco di platino in madrepatria. È stato promosso dal singolo I Wanna Fall in Love, arrivato alla 3ª posizione della Hot Country Songs. Il secondo disco Something in the Air è uscito nel 1999 e si è piazzato alla numero 85 della classifica statunitense, mentre il terzo, Complete, nel 2001 si è fermato alla 152.

## Discografia

### Album in studio
- 1997 – Lila
- 1999 – Something in the Air
- 2001 – Complete
- 2017 – Paint This Town

### Raccolte
- 2002 – Super Hits

### Singoli
- 1997 – Down Came a Blackbird
- 1997 – I Wanna Fall in Love
- 1998 – Almost Over You
- 1998 – Yippy Ky Yay
- 1998 – "To Get Me to You
- 1999 – With You
- 2000 – I Will Be
- 2000 – Kiss Me Now
- 2001 – Come a Little Closer
- 2001 – Because of You
- 2005 – Go Easy on Me
- 2005 – I Can Do This
- 2005 – I'm Amazed (feat. Jim Brickman)
- 2006 – Peace on Earth
- 2008 – That's What Angels Do